# Столкновение в Кировабаде (1989)
Столкновение в Кировабаде — авиационная катастрофа, произошедшая в четверг 12 октября 1989 года, когда на аэродроме Кировабад (АзССР) столкнулись два военных самолёта, в результате чего погибли 7 человек.

## Самолёты
Ан-12Б (по другим данным — Ан-12БП) с регистрационным номером СССР-11229 (заводской — 4342006, серийный — 20-06) был выпущен Ташкентским авиационным заводом в 1964 году. На момент происшествия относился к 978-му отдельному военно-транспортному авиационному полку, который базировался на аэродроме Клин и по сути выполнял функцию военно-транспортной авиации войск противовоздушной обороны СССР. Его экипаж состоял из семи человек.
Экипаж бомбардировщика Су-24 состоял из двух человек: командир корабля полковник Григорьев Ю. и штурман капитан Городчуков А.

## Катастрофа
Бомбардировщик Су-24 советских ВВС должен был выполнять ночной полёт. В процессе выруливания на взлётно-посадочную полосу экипаж не заметил, как пересёк эту самую полосу, а вырулил на самом деле на расположенную следом рулёжную дорожку. Огни на рулёжной дорожке отличаются от сигнальных огней взлётной полосы, к тому же направления отличались на 7°, но экипаж бомбардировщика не обратил внимания на эти обстоятельства и начал взлёт. Пробежав всего метров пятьсот, Су-24 врезался плоскостью крыла в стоящий на рулёжке пустой автобус, а затем в транспортный Ан-12, который в это время заправлялся, после чего оба самолёта взорвались. Штурман бомбардировщика Городчуков успел катапультироваться перед столкновением и выжил; пилот Григорьев погиб. На борту транспортного самолёта погибли 4 члена экипажа. Остальные 3 находились снаружи на аэродроме, поэтому они не пострадали. Погибли два военных сотрудника наземного персонала аэродрома — водитель топливозаправщика и офицер службы ГСМ. Таким образом, общее число жертв катастрофы составило 7 человек.